# 豊橋市立青陵中学校
豊橋市立青陵中学校（とよはししりつ せいりょう ちゅうがっこう）は、愛知県豊橋市牛川町にある公立中学校。

## 沿革
- 1947年（昭和22年）4月 - 豊橋市立牛川小学校に本部を置く豊橋市立北部第二中学校（牛川小、下条小）を設立。
- 1947年（昭和22年）4月 - 豊橋市向山町中畑の工兵隊跡を本部に豊橋市立東部中学校（旧校：東田小、岩田小、多米小）を設立。
- 1948年（昭和23年）9月 - 市立北部第二中と市立東部中を統合して、現在の校地に豊橋市立青陵中学校を新設。
- 1950年（昭和25年）4月 - 当中学校より、豊橋市立豊岡中学校[1]（岩田小、多米小）が分離独立。
- 1952年（昭和27年）4月 - 当中学校に旭小が加わり、旭町東部・東新町が豊橋市立豊城中学校より編入。
- 1957年（昭和32年）4月 - 新川小向山分教場（向山小）新設により、瓦町・東瓦町が豊橋市立中部中学校へ編入。
- 1978年（昭和53年）4月 - 鷹丘小が新設され、当中学校へ。
- 1997年（平成9年）4月 - 当中学校より、豊橋市立東陵中学校（鷹丘小）が分離独立。

## 校地
かつてこの場所に1926年（大正15年）4月以来、愛知県立豊橋第二中学校（現・県立豊橋東高校）（ナンバースクール）が有った（当時は八名郡下川村）。豊橋市と旧制中学校誘致を争った八名郡大野町（現、新城市大野）へ配慮して八名郡内でも豊橋市（当時は朝倉川が市境）の隣接地域のこの場所へ設立されたと言われる。太平洋戦争後の学制改革を受け、この旧制中学校が一旦は愛知県立青陵高等学校と改めて置き直されたものの、朝倉川の南の豊橋市立豊橋高等女学校から改めた豊橋市立高校と統合し豊橋市向山町へ移転し愛知県立豊橋東高等学校となったため、旧制中跡地に豊橋市立の新制の中学校が設立された。これが、現在の市立青陵中学校である。

## 通学地区

### 概説
この中学校へ通う地区としては、朝倉川の南側（旧・渥美郡）は市制施行以来の豊橋市内であった旭校区（旭小学校）と東田校区（東田小学校）の両校区、朝倉川の北側（旧・八名郡）は1932年（昭和7年）まで八名郡下川村であった牛川校区（牛川小学校）と下条校区（下条小学校）の両校区がある。また、中学校の西にある正門（清明門）は、嵩山宿と吉田宿を結ぶ東海道の脇街道である本坂街道（姫街道）（和田辻から吉田宿へのルート）の旧街道に面している。そして、中学校の東に南北に本坂街道吉田ルートの新街道である青陵街道（県道31号東三河環状線）が走る。かつては鷹丘校区（豊橋市立鷹丘小学校、旧・八名郡）も豊橋市立青陵中学校へ通う校区であったが、1997年（平成9年）4月、新たに豊橋市立東陵中学校ができ地区を分けたため、この校区は東陵中の地区へ移行した。

### 特徴
鷹丘小学校区が東陵中学校に移行する前は、国内有数のマンモス校であり、特に1988年（昭和63年）には生徒数が1800人を越え国内4番目の多さであった。また青陵街道（県道31号東三河環状線）に街路樹は夏みかんの並木道で生徒が手入れを行っており、冬に生徒が収穫する。

### 地区市民館
- 青陵地区市民館（牛川遊歩公園内）：愛知県豊橋市南牛川2丁目4-1

### 名所・旧跡その他
- 牛川遊歩公園（通称：1km公園（いちきろこうえん））
- 臨済寺：三河吉田藩主小笠原壱岐守忠知以来四代の小笠原氏の菩提寺。
- 大口公園：戸田宗家の居城である二連木城址。また、初代豊橋市長で衆議院議員の大口喜六がここに住居を構えた。
- 全久院：渥美郡を統一した戸田氏中興の祖戸田全久（宗光）の菩提寺。
- 三菱ケミカル豊橋事業所

## 主な出身者
- 太田昭宏（政治家、元公明党代表）
- 山本左近（政治家）
- 松平健（俳優）
- 木藤亜也（「1リットルの涙」の原作者）
- 松下浩二（プロ卓球）
- 藤井淳志（中日ドラゴンズ）
- 岩水嘉孝（男子3000m障害元日本記録保持者、資生堂RC監督）[要出典]

## 所在地
- 〒440-0016　愛知県豊橋市牛川町洗島108番地1

## アクセス
- 豊鉄バス
  - 和田辻線：青陵中学校前バス停下車、徒歩約6分
  - 牛川金田線：南町バス停下車、徒歩約5分

- 豊橋鉄道東田本線（市内線）
  - 東田坂上停留場下車、徒歩約15分